# Parafia św. Wojciecha Biskupa i Męczennika w Pobiedniku Małym
Parafia świętego Wojciecha Biskupa i Męczennika w Pobiedniku Małym – rzymskokatolicka parafia znajdująca się w archidiecezji krakowskiej, w dekanacie Wawrzeńczyce, w Polsce.